# Parocneria terebynthi
Parocneria terebynthi is een donsvlinder uit de familie van de spinneruilen (Erebidae). De wetenschappelijke naam van de soort is voor het eerst geldig gepubliceerd in 1839 door  Freyer.